# Ernesto, Marquês da Áustria
Ernesto da Áustria (c. 1027 - 10 de junho de 1075) foi marquês da Áustria de 1055 até à sua morte, com origem na Casa de Babemberga, foi o sucessor de seu pai Adalberto da Áustria, no governo dos seus territórios.

## Biografia
Durante o seu governo aumentou o território da Áustria, ao adquirir poder sobre a Boémia e os territórios da Marca Oriental Húngara
Procedeu à colonização do Waldviertel iniciada pelos seus ministeriais, e cavaleiros. Na Questão das investiduras, esteve ao lado do Henrique IV, Sacro Imperador Romano-Germânico e lutou contra os Saxões, morrendo na Primeira Batalha de Langensalza, ocorrida em 1075.

## Relações familiares
Foi filho de Adalberto I da Áustria "o Vitorioso" e de Glismoda.
Foi casado por duas vezes, a primeira com Adelaide da Mísnia (c. 1040 - 26 de janeiro de 1071), filha de Dedo I da Marca Oriental Saxã (1004 - outubro de 1075) e de Oda de Niederlausitz, de quem teve:
1. Leopoldo II da Áustria "o justo" (1050 - 12 de Outubro de 1095), casou com Ita de Cham (1060-1101), filha de Ratpoto IV de Cham (1034 - 15 de outubro de 1080) e de Matilde,
2. Adalberto I de Pernegg (? - 1100),[2]
3. uma filha de nome desconhecido, que foi casada com o Conde Hermano I de Poigen,
4. Justícia da Áustria, que foi casada com o conde Otão II de Diessen-Wolfratshausen.

O segundo casamento foi com Esvanilda da Marca Húngara, filha de Sigardo VII da Marca Húngara e Fililda, tendo morrido em 1120.